# 鍾 (容器)

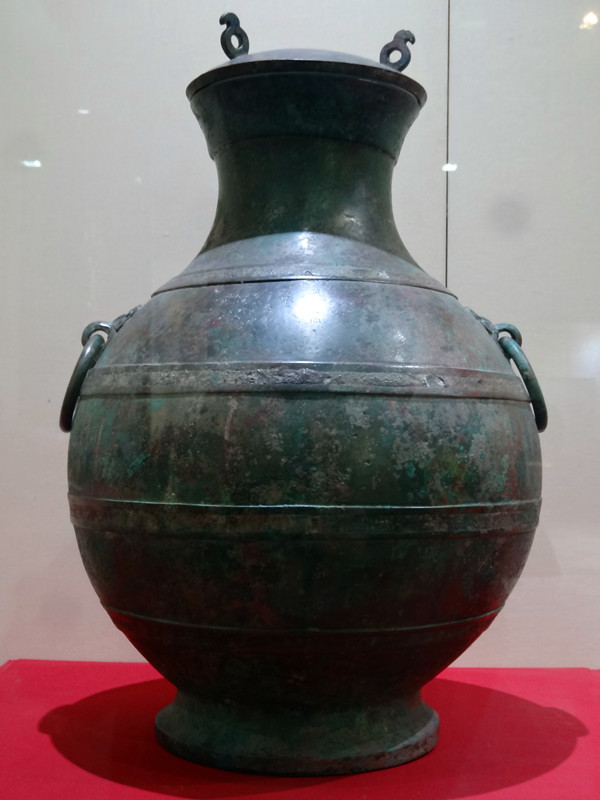
安邑下官鍾，塔尔坡秦青铜器窖藏出土，现藏于咸阳博物馆。

鍾，酒器，即盛酒容器的一種，盛行於漢代。許慎《說文解字》曰:「鍾，酒器也。从金重聲。」 古有「堯舜千鍾」的說法，後來「鍾」也和「盅」相通。鍾的形制似鼓腹細項的瓶但形體大於瓶，主要用於盛酒或貯糧。而「鍾」亦作為古代容量單位，可裝受六斛四斗，通常是「十釜為一鍾」。孟子曰：「萬鍾於我何嘉焉？」以示視不義之財如糞土。